# Ameritech Cup 1992
L'Ameritech Cup 1992 è stato un torneo femminile di tennis giocato sul sintetico indoor. È stata la 21ª edizione del torneo, che fa parte della categoria Tier II nell'ambito del WTA Tour 1992. Si è giocato nell'UIC Pavilion di Chicago negli USA, dal 10 al 16 febbraio 1992.

## Campionesse

### Singolare
Martina Navrátilová ha battuto in finale  Jana Novotná con il punteggio di 7–6(4), 4–6, 7–5

### Doppio
Martina Navrátilová /  Pam Shriver hanno battuto in finale  Katrina Adams /  Zina Garrison-Jackson con il punteggio di 6–4, 7–6